# Institute for the Future
El Institute for the Future (IFTF), radicado en Palo Alto, California (Estados Unidos), es un think tank sin fines de lucro. Fue establecido en 1968, como un derivado de la RAND Corporation para ayudar a las organizaciones a planificar el futuro a largo plazo, un campo conocido como futurología.

## Historia

### Génesis
Las primeras referencias a la idea de un Instituto para el Futuro pueden encontrarse en una Propuesta de 1966 redactada por Olaf Helmer y otros. Mientras que en RAND Corporation, Helmer ya había participado en el desarrollo del método Delphi de estudio de prospectiva. Él y otros, quisieron ampliar el trabajo con énfasis en el examen de múltiples escenarios. Esto se puede ver en el resumen del prospecto:
- Explorar sistemáticamente los posibles futuros para nuestra nación [EE. UU.] Y para la comunidad internacional.
- Para determinar cuál de estos posibles futuros parece deseable y por qué.
- Buscar medios por los cuales la probabilidad de su ocurrencia se puede mejorar mediante una acción útil apropiada.

### Primeros años
El Instituto se inauguró en 1968, en Middletown, Connecticut. El grupo inicial fue dirigido por Frank Davidson e incluyó a Olaf Helmer, Paul Baran, Arnold Kramish y Theodore Gordon.
El trabajo del Instituto inicialmente se basó en los métodos de predicción desarrollados por Olaf Helmer, mientras trabajó en RAND. El método Delphi se utiliza para recoger información de varias fuentes anónimas. Fue aumentado por Cross Impact Analysis, que animó a los analistas a considerar varios escenarios de futuro.
Si bien eran precisos y poderosos, los métodos que se habían desarrollado en un entorno corporativo estaban orientados a proporcionar análisis comerciales y económicos. En una conferencia de 1971 sobre modelado matemático, Helmer señaló la necesidad de mejoras similares en el modelado social.  Los Primeros intentos por hacerlo incluyeron un informe titulado "Estado Futuro de la Unión", con el formato tradicional del discurso Presidencial a la Nación.
A pesar de establecer una excelente reputación por el minucioso análisis de futuros análisis y métodos de pronóstico, surgieron varios problemas que significaron que el Instituto luchase por encontrar su base al principio. En 1970 Helmer asumió el liderazgo de Davidson, y el Instituto cambió su sede a Menlo Park, California.
En 1971 Roy Amara asumió el cargo de Helmer, quien continuó dirigiendo la oficina de Middletown hasta su partida en 1973. Amara ocupó este cargo hasta 1990. Durante la presidencia de Amara, el Instituto realizó algunos de los primeros estudios sobre el impacto del ARPANET en el trabajo colaborativo y la investigación científica, y se destacó por su investigación sobre comunicaciones mediadas por computadora, también conocidas como groupware.
A partir de principios de los setenta, el astrofísico y el informático Jacques Vallee, el sociólogo Bob Johansen y el pronosticador de tecnología Paul Saffo trabajaron para el IFTF.

### Una ampliación del enfoque corporativo.
En 1975, se inició el Programa de Asociados Corporativos para ayudar a las organizaciones privadas a interpretar las tendencias emergentes y las consecuencias a largo plazo. Aunque este programa funcionó hasta el año 2001, su función como principal herramienta de informes del Instituto fue reemplazada por el Pronóstico a diez años en 1978.
En 1984, el sociólogo Herbert L Smith notó que, a fines de la década de los 70, la idea de un formato abierto de informes de la Unión había dado paso a la Previsión a Diez Años. Smith interpretó esto como un enfoque renovado en las previsiones de negocios a medida que los fondos públicos se volvían escasos.
No está claro cuán pertinentes fueron las observaciones de Smith a cómo estaba funcionando el Instituto en este período. Sociólogos como Bob Johansen continuaron activos en los proyectos del Instituto. Habiendo tomado parte en el desarrollo temprano de ARPANET, el personal del Instituto era muy consciente del impacto que tendrían las redes de computadoras en la sociedad y su inclusión en la formulación de políticas. Sin embargo, en un ensayo de 1984, Roy Amara pareció reconocer alguna forma de crisis y un renovado interés en el pronóstico social.

### Evolución de la previsión social.
Se adoptaron o desarrollaron nuevas formas de presentar estudios a una audiencia menos especializada. Como ayuda para la retención de la memoria, 'Vignetting' presentó los escenarios futuros como historias cortas; para ilustrar la situación del escenario y atraer la atención del lector. Las iniciativas posteriores mostraron un énfasis creciente en el compromiso narrativo, p. 'Artefactos del futuro', y 'Interacción humano-futuro'.
La previsión etnográfica se adoptó cuando se reconoció que la "sociedad" era en realidad una miríada de subculturas, cada una con su propia perspectiva.
Si bien los métodos de predicción más antiguos buscaban el asesoramiento de expertos en el terreno, las técnicas más nuevas buscaban el aporte estadístico de todos los miembros de la sociedad. La interacción pública, proporcionada a través de Internet y las redes sociales, posibilitó participar en "pronósticos ascendentes". Si bien los juegos de rol y de simulación habían formado parte durante mucho tiempo de las herramientas de un pronosticador, ahora podían ampliarse a "juegos de pronóstico multijugador masivo" como Superstruct. Este juego reclutó en los blogs y wikis de más de 5.000 personas para discutir sobre la vida dentro de 10 años; presentándoles un conjunto de amenazas sociales hipotéticas y superpuestas y alentándoles a buscar soluciones colaborativas de "superestructura". El concepto de superestructura se incorporó posteriormente a la herramienta "Foresight Engine" del Instituto.

## Trabajos

### Programas de investigación
El Instituto mantiene programas de investigación sobre el futuro de la tecnología, la salud y las organizaciones. Publica una variedad de informes y mapas, así como Future Now, un blog sobre tecnologías emergentes. Ofrece tres programas a sus clientes:
- El Pronóstico a diez años que es la pieza emblemática del Instituto, que ha operado desde 1978. Rastrea las señales latentes de hoy y pronostica lo que podrían significar para los negocios dentro de diez años.[22][23]
- El programa Technology Horizons, que comienza alrededor de 2004, es descrito por el Instituto como "combina una comprensión profunda de la tecnología y las fuerzas sociales para identificar y evaluar discontinuidades e innovaciones en los próximos tres a diez años".[24][25]
- El programa Horizontes de salud ha operado desde 2005. El Instituto describe su propósito como "buscar respuestas más resistentes para los complejos desafíos que enfrenta la salud global".[26][27]

En 2014, el Instituto trasladó su sede al 201 de Hamilton Avenue, en Palo Alto, California. 
La publicación anual del Instituto Future Now tiene como objetivo proporcionar resúmenes del cuerpo de investigación del Instituto. La edición inaugural se publicó en febrero de 2017. Su tema The New Body Language se concentró en los estudios del Programa de Horizontes de Tecnología sobre simbiosis humana y mecánica.

### Algunas predicciones del IFTF[25]

#### La ingeniería inversa del cerebro humano se vuelve más avanzada
En 2011, el robot de IBM "Watson" demostró en el concurso "Jeopardy!" que una máquina puede usar la lógica humana para utilizar rápidamente la información de un cerebro en un entorno competitivo. En los próximos años, IFTF piensa que seguiremos viendo máquinas que combinan el aprendizaje con habilidades cognitivas humanas. Los escáneres cerebrales con resoluciones más altas y otras tecnologías de imagen emergentes pueden dar paso a los cuadros neurales. Los científicos ya están usando computadoras para simular cerebros de ratas, por ejemplo.

#### 'Gameification' de la ciencia; interacción humano-datos
Internet, especialmente los Googles y Wikipedias del mundo, han hecho que la relación entre humanos y datos sea más íntima que nunca. El IFTF dice: "La ciencia buscará las contribuciones del público en red para etiquetar datos brutos y establecer conexiones, buscar patrones y establecer vínculos entre conjuntos de datos". El think tank dice que la ciencia se convertirá en "multijugador masivo" e incluso "gameified", y predice modelos científicos creados por wiki. Ya hay Foldit, un proyecto de rompecabezas / investigación en línea en el que los jugadores trabajan juntos para plegar estructuras de proteínas, como las enzimas relacionadas con el sida. IFTF también apunta al Galaxy Zoo, un proyecto de astronomía en línea que recluta a los científicos ciudadanos para que utilicen datos del Telescopio Hubble para ayudar a clasificar las galaxias.

#### El papel cada vez más importante de los océanos en la tecnología, los estudios sobre el clima
Cubren más de dos tercios de la superficie de nuestro planeta y albergan un caleidoscopio de biodiversidad. Los océanos de la Tierra sirven como indicadores de los efectos del cambio climático, y IFTF dice que los geoingenieros controlarán más de cerca los niveles de calor y dióxido de carbono que absorben los océanos. También encontraremos más usos para el agua de mar como combustible renovable, y daremos un gran impulso a nuestros esfuerzos de exploración submarina. El Instituto prevé que "la mayoría de las especies oceánicas estarán inventariadas" y se estudiarán millones de especies marinas en la próxima década.

#### La tecnología hecha de material nuevo puede llevar a la invisibilidad, la teletransportación...
La famosa Capa de Invisibilidad de Harry Potter puede haber sido la materia de una fantasía fantástica de la serie, pero IFTF cree que incluso los objetos más mágicos podrían estar a nuestro alcance. El Instituto dice que los avances en ciertos metamateriales pueden conducir a "posibilidades tan extraordinarias como la invisibilidad e incluso un manto de espacio-tiempo que camufla eventos completos". El IFTF asegura tales afirmaciones señalando los avances tecnológicos recientes, como los materiales conmutables que "cambian de frágil a dúctil y viceversa". También se cree que ciertos metales pueden tener sus propiedades alteradas por dispositivos que pueden "doblar" el ADN, creando posibles rastros en el campo de la nanociencia. Y IFTF incluso afirma que la teletransportación puede ser una realidad dentro de la próxima década. "A medida que continuamos aprendiendo más sobre la naturaleza de la materia en las escalas más pequeñas y cómo manipularla, estaremos en una mejor ruta para desarrollar materiales con menos impacto ambiental a nivel macro", dice el think tank.

#### Manipular la evolución
"La madre naturaleza tiene un colaborador", dice IFTF. Con nuestros avances en la clonación, el mapeo del genoma humano y el mapeo de los microbios en los cuerpos humanos, como en el Proyecto del Microbioma Humano, los pronosticadores del Instituto creen que manipular la biología se convertirá en una práctica científica más factible y ampliamente utilizada. Los científicos estudiarán aún más cómo surgió la vida, y los investigadores teóricamente podrán acelerar la evolución, modificar nuestra propia biología y fabricar nuevas formas de vida fuera del aire. Algunos paleontólogos ya han tomado las medidas necesarias para hacer realidad la tecnología del Parque Jurásico. También hemos comenzado a experimentar con la biología sintética, creando microbios para convertir materiales como la caña de azúcar en un tipo de energía renovable. A medida que aprendemos más sobre microbios, genomas y biomas, IFTF dice que podríamos dirigir la evolución de abajo hacia arriba.

## Directores
Desde 2016 es directora ejecutiva Marina Gorbis. También están asociados con el instituto David Pescovitz, Anthony M. Townsend, Jane McGonigal, y Jamais Cascio.

### Directores del pasado
- Frank Davidson (1968-70)
- Olaf Helmer (1970)
- Roy Amara (1971-90)
- Ian Morrison (1990-96)
- Bob Johansen (1996-2004)
- Peter Banks (2004-06)
- Marina Gorbis (2006-)